# Juan Ignacio Rodríguez Sevilla
Juan Ignacio Rodríguez Sevilla (Montevideo, 22 settembre 2006) è un calciatore uruguaiano, attaccante del Montevideo Wanderers.

## Carriera
È cresciuto nel settore giovanile del Montevideo Wanderers, con cui ha debuttato il 23 giugno 2024 nell'incontro di Primera División perso 3-1 contro il River Plate (M). Ha firmato il suo primo contratto professionistico il 31 gennaio 2025.

## Statistiche

### Presenze e reti nei club
Statistiche aggiornate all'11 marzo 2025.
| Stagione        | Squadra              | Campionato      | Campionato | Campionato | Coppe nazionali | Coppe nazionali | Coppe nazionali | Coppe continentali | Coppe continentali | Coppe continentali | Altre coppe | Altre coppe | Altre coppe | Totale | Totale | Totale |
| Stagione        | Squadra              | Comp            | Pres       | Reti       | Comp            | Pres            | Reti            | Comp               | Pres               | Reti               | Comp        | Pres        | Reti        | Pres   | Reti   |        |
| --------------- | -------------------- | --------------- | ---------- | ---------- | --------------- | --------------- | --------------- | ------------------ | ------------------ | ------------------ | ----------- | ----------- | ----------- | ------ | ------ | ------ |
| 2024            | Montevideo Wanderers | PD              | 2          | 0          | CU              | 0               | 0               | -                  | -                  | -                  | -           | -           | -           | 2      | 0      |        |
| 2025            | Montevideo Wanderers | PD              | 5          | 0          | CU              | 0               | 0               | CS                 | 1                  | 0                  | -           | -           | -           | 6      | 0      |        |
| Totale carriera | Totale carriera      | Totale carriera | 7          | 0          |                 | 0               | 0               |                    | 1                  | 0                  |             | -           | -           | 8      | 0      |        |